# Montesa Cota 49
La Montesa Cota 49 fou un model de ciclomotor juvenil de trial de la gamma Cota de Montesa que estigué en producció entre 1972 i 1981. Al llarg de la seva vida comercial se'n fabricaren tres versions, totes elles amb les següents característiques generals: conjunt dipòsit-selló d'una sola peça en color vermell, motor de dos temps monocilíndric refrigerat per aire de 48,76 cc amb canvi de tres velocitats, bastidor autoportant, frens de tambor i amortidors de forquilla convencional davant i telescòpics darrere. Com passava amb la major part dels ciclomotors Montesa, el motor era el model G50 de la firma alemanya Jlo, el qual fabricava sota llicència l'empresa catalana.
Presentada el 1972, la Cota 49 era una adaptació del ciclomotor fora d'asfalt de la marca, el Fura (aparegut el 1970), al qual se li aplicà un redisseny total per tal de deixar-lo amb aspecte de Cota, ampliant així l'oferta d'una gamma de models que anava creixent constantment des que s'inicià el 1968 amb la reeixida Cota 247, seguida el 1971 per la Cota 25 (el mateix any que aparegué la 49, Montesa tragué també al mercat les Cota 74 i 123, autèntiques motos de trial de baixa cilindrada). El 1985, pocs anys després d'haver-se abandonat la fabricació de la Cota 49, l'importador italià de Montesa presentà la Cota 50, un model nou de trinca que tenia poc a veure amb la seva antecessora, tret de la cilindrada.

## Història

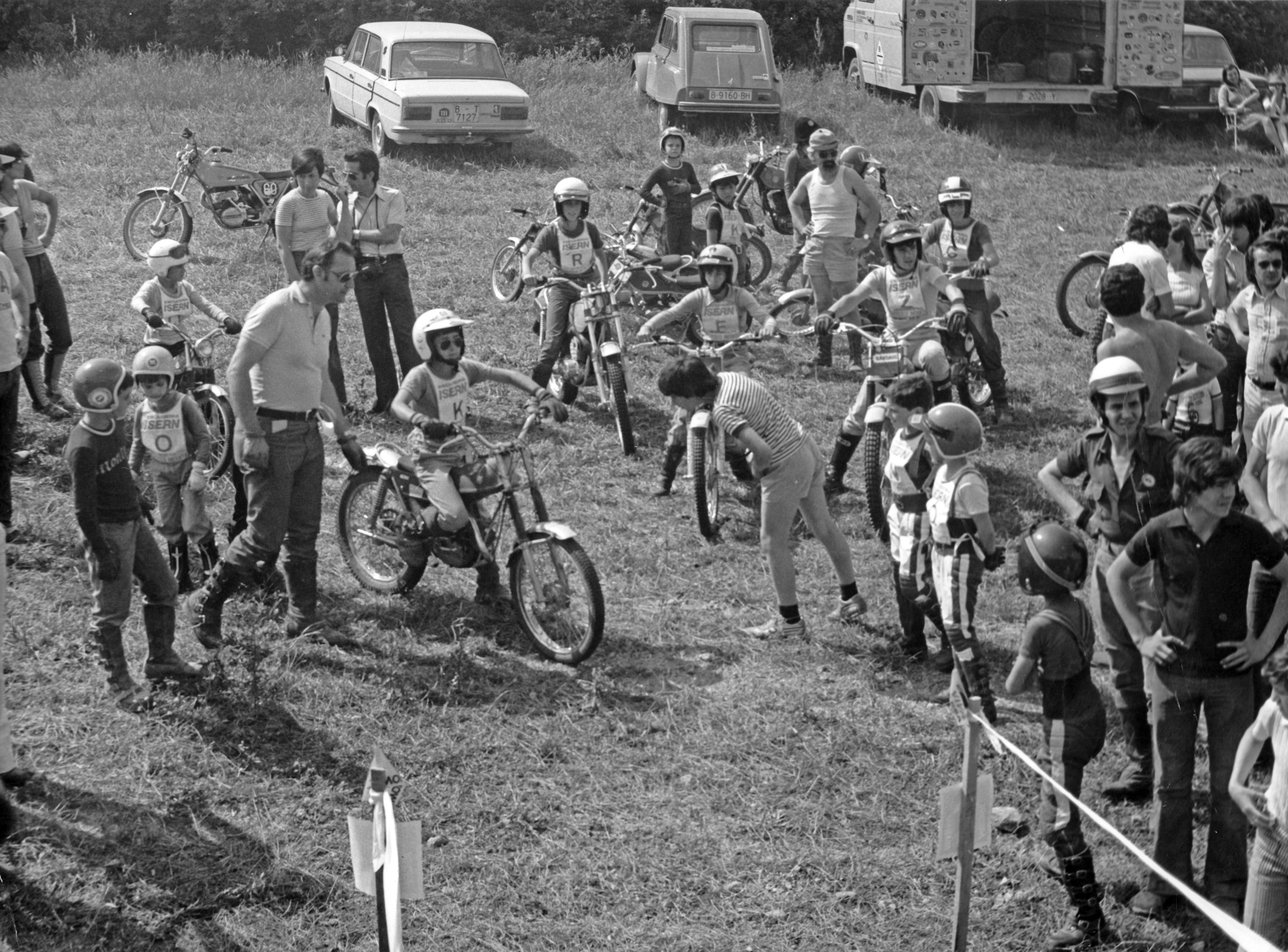
Un noi amb una Cota 49 en un curset de trial infantil el 1976

En ser el primer ciclomotor de trial que es comercialitzava, la Cota 49 gaudí de molt bona acollida al mercat. La franja d'edat a què s'adreçava era teòricament la dels 16 anys en endavant, ja que la llei vigent aleshores a l'estat espanyol permetia conduir ciclomotors a partir d'aquella edat sense permís de conduir, només calia una llicència expedida per la guàrdia civil per a la qual no s'havia de passar cap mena d'examen (només calia que la sol·licités el pare o tutor legal del jove). Els joves d'aquesta edat que volien conduir motocicletes només podien dur-ne de fins a 75 cc i havien d'obtenir el permís A1, o bé esperar als 18 anys i treure's l'A2 per a poder-ne conduir de qualsevol cilindrada. A l'hora de la veritat, però, la Cota 49 la feien servir principalment joves d'entre 12 i 16 anys, ja que un cop feien els 16 la majoria volia una Cota 74 i s'acabaven traient l'A1.
Durant les dècades de 1970 i 1980 era freqüent, doncs, que molts pares compressin la Cota 49 per a nois que encara no tenien l'edat legal per a conduir-la, i aquests la pilotaven a camp obert (especialment al medi rural) sense por de ser enxampats i, no tan sovint, al centre urbà on era més probable que els descobrissin i multessin. També era habitual que molts propietaris d'aquest ciclomotor se'l transformessin en una petita "moto" tot apujant-lo a 65 cc per mitjà d'una senzilla intervenció mecànica (en la qual es rectificava el cilindre), coneguda com a "trucatge".
Un altre avantatge de la Cota 49 envers les motocicletes de cilindrada superior era que, en ser un ciclomotor, no calia matricular-la ni tenir-la assegurada, ni pagar l'impost de luxe. D'altra banda, per tal de complir amb la normativa legal la seva cilindrada no ultrapassava els 50 cc, la velocitat màxima era de 40 km/h i el pes no superava els 55 kg; al mateix temps, disposava de pedals practicables que li permetien avançar 2,8 metres per pedalada.

## Versions
Totes les versions de Cota 49 fabricades s'identificaven amb el mateix codi de model, el 20M.

### Llista de versions produïdes
| Versió                    | Cilindrada                | Any                       | Núm. Sèrie                | Unitats | Trets característics                        |
| ------------------------- | ------------------------- | ------------------------- | ------------------------- | ------- | ------------------------------------------- |
| Cota 49 "72"              | 49 cc                     | 1972                      | 20M00001 - ?              | ?       | Xassís gris i cilindre negre                |
| Cota 49 "76"              | 49 cc                     | 1976                      | ?                         | ?       | Xassís negre i cilindre d'aletes arrissades |
| Cota 49 "78"              | 49 cc                     | 1978                      | ? - 20M13132              | ?       | Dipòsit amb franges daurada i negra         |
| Total d'unitats produïdes | Total d'unitats produïdes | Total d'unitats produïdes | Total d'unitats produïdes | 13.130  |                                             |

1. ↑  El total de 13.130 unitats correspon al global del model 20M.

### Versió "72"
La primera versió de la Cota 49 era una adaptació del Fura, al qual se li havien canviat el dipòsit i selló pel característic conjunt en una sola peça de la gamma Cota. El xassís canviava el color al gris i els estreps eren ara retràctils i dentats. Des del protector del càrter a la pipa de direcció s'hi acoblaven uns tirants que donaven al conjunt l'aspecte d'uns xassís de doble bressol, sense ser-ho. El cilindre era negre amb les aletes llises. Les rodes adoptaven també una nova mesura i pneumàtics de trial, i els amortidors del darrere eren uns Betor de color groc pàl·lid.
Fitxa tècnica
| Versió "72"          | Versió "72"                           | Versió "72" |
| -------------------- | ------------------------------------- | ----------- |
|                      | Cota 49                               |             |
| Id. Model            | 20M                                   |             |
| Núm. Sèrie           | 20M00001 en endavant                  |             |
| Anys                 | 1972                                  |             |
| CC                   | 48,76                                 |             |
| Diàmetre x Carrera   | 38 x 43 mm                            |             |
| Compressió           | 10:1                                  |             |
| CV                   | 2 a 4.800 rpm                         |             |
| Carburador           | Dell'Orto 14/14, 14/12 (14 mm, 12 mm) |             |
| Canvi                | 3 velocitats                          |             |
| Suspensió davant     | Forquilla telescòpica Montesa         |             |
| Suspensió darrera    | Amortidors hidràulics Betor           |             |
| Pneumàtic davant     | 2,25 x 19                             |             |
| Pneumàtic darrera    | 3,25 x 18                             |             |
| Frens davant         | Tambor 110 mm                         |             |
| Frens darrera        | Tambor 110 mm                         |             |
| Pes en sec           | 51,5 kg                               |             |
| Capacitat dipòsit    | 3,5 litres                            |             |
| Trets característics | Xassís gris i cilindre negre          |             |

### Versió "76"
La versió "76" es diferenciava de l'anterior pel seu xassís negre i l'absència dels tirants que anaven del protector del càrter a la pipa de direcció. El cilindre era ara d'aletes arrissades amb culata grisa i els amortidors del darrere, negres.
Fitxa tècnica
| Versió "76"          | Versió "76"                                 | Versió "76" |
| -------------------- | ------------------------------------------- | ----------- |
|                      | Cota 49                                     |             |
| Id. Model            | 20M                                         |             |
| Núm. Sèrie           | ?                                           |             |
| Anys                 | 1976                                        |             |
| CC                   | 48,76                                       |             |
| Diàmetre x Carrera   | 38 x 43 mm                                  |             |
| Compressió           | 10:1                                        |             |
| CV                   | 2 a 4.800 rpm                               |             |
| Carburador           | Dell'Orto 14/14 (14 mm)                     |             |
| Canvi                | 3 velocitats                                |             |
| Suspensió davant     | Forquilla telescòpica Montesa               |             |
| Suspensió darrera    | Amortidors hidràulics Betor                 |             |
| Pneumàtic davant     | 2,25 x 19                                   |             |
| Pneumàtic darrera    | 3,25 x 18                                   |             |
| Frens davant         | Tambor 110 mm                               |             |
| Frens darrera        | Tambor 110 mm                               |             |
| Pes en sec           | 51,5 kg                                     |             |
| Capacitat dipòsit    | 3,5 litres                                  |             |
| Trets característics | Xassís negre i cilindre d'aletes arrissades |             |

### Versió "78"
La versió "78" es diferenciava de l'anterior per les franges daurada i negra que decoraven el conjunt dipòsit-selló. El xassís seguia essent negre i sense tirants, i el cilindre també duia aletes arrissades. La presa d'aire del carburador deixava de venir des del xassís, tot passant a portar una caixa de filtre.
Fitxa tècnica
| Versió "78"          | Versió "78"                         | Versió "78" |
| -------------------- | ----------------------------------- | ----------- |
|                      | Cota 49                             |             |
| Id. Model            | 20M                                 |             |
| Núm. Sèrie           | Fins al 20M13132                    |             |
| Anys                 | 1978                                |             |
| CC                   | 48,76                               |             |
| Diàmetre x Carrera   | 38 x 43 mm                          |             |
| Compressió           | 10:1                                |             |
| CV                   | 2 a 4.800 rpm                       |             |
| Carburador           | Dell'Orto 14/12 (12 mm)             |             |
| Canvi                | 3 velocitats                        |             |
| Suspensió davant     | Forquilla telescòpica Montesa       |             |
| Suspensió darrera    | Amortidors hidràulics Betor         |             |
| Pneumàtic davant     | 2,25 x 19                           |             |
| Pneumàtic darrera    | 3,25 x 18                           |             |
| Frens davant         | Tambor 110 mm                       |             |
| Frens darrera        | Tambor 110 mm                       |             |
| Pes en sec           | 51,5 kg                             |             |
| Capacitat dipòsit    | 3,5 litres                          |             |
| Trets característics | Dipòsit amb franges daurada i negra |             |